# شبکه تنوع زیستی ملی (بریتانیا)
شبکه تنوع زیستی ملی (بریتانیا) (به انگلیسی: National Biodiversity Network (NBN)) یک سرمایه‌گذاری مشترک است که در سال ۲۰۰۰ در بریتانیا راه‌اندازی شد و پایبند در دسترس قرار دادن اطلاعات تنوع زیستی از طریق رسانه‌های مختلف، از جمله در اینترنت از طریق NBN Atlas - وبگاه جستجوی داده‌های NBN است.